# Férfi strandröplabdatorna a 2012. évi nyári olimpiai játékokon
A 2012. évi nyári olimpiai játékokon a férfi strandröplabdatornát július 28. és augusztus 9. között rendezték. A tornán 24 páros vett részt. A tornát a német Julius Brink, Jonas Reckermann kettős nyerte meg.

## Lebonyolítás
A 24 párost 6 darab 4 csapatos csoportba osztották, a kiemelés szerint az alábbi táblázat alapján:
| A   | B   | C   | D   | E   | F   |
| --- | --- | --- | --- | --- | --- |
| 1.  | 2.  | 3.  | 4.  | 5.  | 6.  |
| 12. | 11. | 10. | 9.  | 8.  | 7.  |
| 13. | 14. | 15. | 16. | 17. | 18. |
| 24. | 23. | 22. | 21. | 20. | 19. |

Körmérkőzések döntik el a csoportok végeredményét. A csoportból az első két helyezett és a két legjobb harmadik helyezett jut tovább a nyolcaddöntőbe. A másik négy harmadik helyezettnek még egy mérkőzést kell játszania a nyolcaddöntőbe jutásért, a két győztes jut tovább. A nyolcaddöntőtől egyenes kieséses rendszerben folytatódik a torna.

## Kiemelés
| Hely. | Csapat                                   | Nemzet                        |
| ----- | ---------------------------------------- | ----------------------------- |
| 1.    | Alison Cerutti – Emanuel Rego            | Brazília (BRA)                |
| 2.    | Phil Dalhausser – Todd Rogers            | Egyesült Államok (USA)        |
| 3.    | Julius Brink – Jonas Reckermann          | Németország (GER)             |
| 4.    | Jake Gibb – Sean Rosenthal               | Egyesült Államok (USA)        |
| 5.    | Reinder Nummerdor – Richard Schuil       | Hollandia (NED)               |
| 6.    | John Garcia Thompson – Steve Grotowski   | Nagy-Britannia (GBR)          |
| 7.    | Pedro Cunha – Ricardo Santos             | Brazília (BRA)                |
| 8.    | Jonathan Erdmann – Kay Matysik           | Németország (GER)             |
| 9.    | Grzegorz Fijałek – Mariusz Prudel        | Lengyelország (POL)           |
| 10    | Wu Penggen – Xu Linyin                   | Kína (CHN)                    |
| 11.   | Adrián Gavira – Pablo Herrera            | Spanyolország (ESP)           |
| 12.   | Jefferson Bellaguarda – Patrick Heuscher | Svájc (SUI)                   |
| 13.   | Daniele Lupo – Paolo Nicolai             | Olaszország (ITA)             |
| 14.   | Petr Beneš – Přemysl Kubala              | Csehország (CZE)              |
| 15.   | Sébastien Chevallier – Sascha Heyer      | Svájc (SUI)                   |
| 16.   | Aleksandrs Samoilovs – Ruslans Sorokins  | Lettország (LAT)              |
| 17.   | Mārtiņš Pļaviņš – Jānis Šmēdiņš          | Lettország (LAT)              |
| 18.   | Tarjei Skarlund – Martin Spinnangr       | Norvégia (NOR)                |
| 19.   | Josh Binstock – Martin Reader            | Kanada (CAN)                  |
| 20.   | Igor Hernández – Jesus Villafañe         | Venezuela (VEN)               |
| 21.   | Freedom Chiya – Grant Goldschmidt        | Dél-afrikai Köztársaság (RSA) |
| 22.   | Sergey Prokopiev – Konstantin Semenov    | Oroszország (RUS)             |
| 23.   | Kentaro Asahi – Katsuhiro Shiratori      | Japán (JPN)                   |
| 24.   | Clemens Doppler – Alexander Horst        | Ausztria (AUT)                |

## Csoportkör
| Színmagyarázat                                                                                     |
| -------------------------------------------------------------------------------------------------- |
| A csoportok első két helyezettje, és a két legjobb harmadik helyezettje bejutott a nyolcaddöntőbe. |
| A csoportok másik négy harmadik helyezettje még egy mérkőzést játszott a nyolcaddöntőbe jutásért.  |
| A csoportok negyedik helyezettjei kiestek.                                                         |

### A csoport
|                              |      | Mérkőzések | Mérkőzések | Pontok | Pontok | Pontok | Szettek | Szettek | Szettek |
| Csapat                       | Pont | Gy         | V          | P+     | P–     | PA     | Sz+     | Sz–     | SzA     |
| ---------------------------- | ---- | ---------- | ---------- | ------ | ------ | ------ | ------- | ------- | ------- |
| Alison – Emanuel (BRA)       | 6    | 3          | 0          | 145    | 123    | 1,179  | 6       | 1       | 6,000   |
| Bellaguarda – Heuscher (SUI) | 4    | 1          | 2          | 111    | 118    | 0,941  | 2       | 4       | 0,500   |
| Lupo – Nicolai (ITA)         | 4    | 1          | 2          | 119    | 126    | 0,944  | 2       | 4       | 0,500   |
| Doppler – Horst (AUT)        | 4    | 1          | 2          | 128    | 136    | 0,941  | 3       | 4       | 0,750   |

| 2012. július 29. 11:00 (12:00) | Alison – Emanuel (BRA) | 2 – 1 | Doppler – Horst (AUT) | Horse Guards Parade |
| 2012. július 29. 11:00 (12:00) | (19–21, 21–17, 16–14)  |       |                       | Horse Guards Parade |

| 2012. július 29. 23:00 (24:00) | Bellaguarda – Heuscher (SUI) | 0 – 2 | Lupo – Nicolai (ITA) | Horse Guards Parade |
| 2012. július 29. 23:00 (24:00) | (19–21, 18–21)               |       |                      | Horse Guards Parade |

| 2012. július 31. 10:00 (11:00) | Alison – Emanuel (BRA) | 2 – 0 | Bellaguarda – Heuscher (SUI) | Horse Guards Parade |
| 2012. július 31. 10:00 (11:00) | (21–17, 21–12)         |       |                              | Horse Guards Parade |

| 2012. július 31. 22:00 (23:00) | Lupo – Nicolai (ITA) | 0 – 2 | Doppler – Horst (AUT) | Horse Guards Parade |
| 2012. július 31. 22:00 (23:00) | (18–21, 17–21)       |       |                       | Horse Guards Parade |

| 2012. augusztus 2. 10:00 (11:00) | Alison – Emanuel (BRA) | 2 – 0 | Lupo – Nicolai (ITA) | Horse Guards Parade |
| 2012. augusztus 2. 10:00 (11:00) | (26–24, 25–18)         |       |                      | Horse Guards Parade |

| 2012. augusztus 2. 20:00 (21:00) | Bellaguarda – Heuscher (SUI) | 2 – 0 | Doppler – Horst (AUT) | Horse Guards Parade |
| 2012. augusztus 2. 20:00 (21:00) | (24–22, 25–12)               |       |                       | Horse Guards Parade |

### B csoport
|                           |      | Mérkőzések | Mérkőzések | Pontok | Pontok | Pontok | Szettek | Szettek | Szettek |
| Csapat                    | Pont | Gy         | V          | P+     | P–     | PA     | Sz+     | Sz–     | SzA     |
| ------------------------- | ---- | ---------- | ---------- | ------ | ------ | ------ | ------- | ------- | ------- |
| Dalhausser – Rogers (USA) | 6    | 3          | 0          | 138    | 110    | 1,255  | 6       | 1       | 6,000   |
| Gavira – Herrera (ESP)    | 5    | 2          | 1          | 139    | 132    | 1,053  | 5       | 2       | 2,500   |
| Beneš – Kubala (CZE)      | 4    | 1          | 2          | 120    | 128    | 0,938  | 2       | 5       | 0,400   |
| Asahi – Shiratori (JPN)   | 3    | 0          | 3          | 111    | 138    | 0,804  | 1       | 6       | 0,167   |

| 2012. július 29. 10:00 (11:00) | Gavira – Herrera (ESP) | 2 – 0 | Beneš – Kubala (CZE) | Horse Guards Parade |
| 2012. július 29. 10:00 (11:00) | (25–23, 21–16)         |       |                      | Horse Guards Parade |

| 2012. július 29. 22:00 (23:00) | Dalhausser – Rogers (USA) | 2 – 0 | Asahi – Shiratori (JPN) | Horse Guards Parade |
| 2012. július 29. 22:00 (23:00) | (21–16, 21–16)            |       |                         | Horse Guards Parade |

| 2012. július 31. 09:00 (10:00) | Beneš – Kubala (CZE) | 2 – 1 | Asahi – Shiratori (JPN) | Horse Guards Parade |
| 2012. július 31. 09:00 (10:00) | (17–21, 21–12, 15–7) |       |                         | Horse Guards Parade |

| 2012. július 31. 21:00 (22:00) | Dalhausser – Rogers (USA) | 2 – 1 | Gavira – Herrera (ESP) | Horse Guards Parade |
| 2012. július 31. 21:00 (22:00) | (18–21, 21–16, 15–13)     |       |                        | Horse Guards Parade |

| 2012. augusztus 2. 14:30 (15:30) | Gavira – Herrera (ESP) | 2 – 0 | Asahi – Shiratori (JPN) | Horse Guards Parade |
| 2012. augusztus 2. 14:30 (15:30) | (21–19, 22–20)         |       |                         | Horse Guards Parade |

| 2012. augusztus 2. 21:00 (22:00) | Dalhausser – Rogers (USA) | 2 – 0 | Beneš – Kubala (CZE) | Horse Guards Parade |
| 2012. augusztus 2. 21:00 (22:00) | (21–13, 21–15)            |       |                      | Horse Guards Parade |

### C csoport
|                           |      | Mérkőzések | Mérkőzések | Pontok | Pontok | Pontok | Szettek | Szettek | Szettek |
| Csapat                    | Pont | Gy         | V          | P+     | P–     | PA     | Sz+     | Sz–     | SzA     |
| ------------------------- | ---- | ---------- | ---------- | ------ | ------ | ------ | ------- | ------- | ------- |
| Brink – Reckermann (GER)  | 6    | 3          | 0          | 133    | 114    | 1,167  | 6       | 1       | 6,000   |
| Chevallier – Heyer (SUI)  | 5    | 2          | 1          | 145    | 153    | 0,948  | 4       | 4       | 1,000   |
| Prokopiev – Semenov (RUS) | 4    | 1          | 2          | 158    | 164    | 0,963  | 3       | 5       | 0,600   |
| Wu – Xu (CHN)             | 3    | 0          | 3          | 158    | 163    | 0,969  | 3       | 6       | 0,500   |

| 2012. július 28. 12:00 (13:00) | Brink – Reckermann (GER) | 2 – 0 | Prokopiev – Semenov (RUS) | Horse Guards Parade |
| 2012. július 28. 12:00 (13:00) | (21–19, 21–17)           |       |                           | Horse Guards Parade |

| 2012. július 28. 14:30 (15:30) | Wu – Xu (CHN)         | 1 – 2 | Chevallier – Heyer (SUI) | Horse Guards Parade |
| 2012. július 28. 14:30 (15:30) | (21–18, 16–21, 12–21) |       |                          | Horse Guards Parade |

| 2012. július 30. 14:30 (15:30) | Brink – Reckermann (GER) | 2 – 1 | Wu – Xu (CHN) | Horse Guards Parade |
| 2012. július 30. 14:30 (15:30) | (13–21, 21–19, 15–8)     |       |               | Horse Guards Parade |

| 2012. július 30. 20:00 (21:00) | Chevallier – Heyer (SUI) | 2 – 1 | Prokopiev – Semenov (RUS) | Horse Guards Parade |
| 2012. július 30. 20:00 (21:00) | (28–26, 18–21, 15–13)    |       |                           | Horse Guards Parade |

| 2012. augusztus 1. 11:00 (12:00) | Wu – Xu (CHN)         | 1 – 2 | Prokopiev – Semenov (RUS) | Horse Guards Parade |
| 2012. augusztus 1. 11:00 (12:00) | (27–29, 21–17, 12–15) |       |                           | Horse Guards Parade |

| 2012. augusztus 1. 21:00 (22:00) | Brink – Reckermann (GER) | 2 – 0 | Chevallier – Heyer (SUI) | Horse Guards Parade |
| 2012. augusztus 1. 21:00 (22:00) | (21–14, 21–16)           |       |                          | Horse Guards Parade |

### D csoport
|                            |      | Mérkőzések | Mérkőzések | Pontok | Pontok | Pontok | Szettek | Szettek | Szettek |
| Csapat                     | Pont | Gy         | V          | P+     | P–     | PA     | Sz+     | Sz–     | SzA     |
| -------------------------- | ---- | ---------- | ---------- | ------ | ------ | ------ | ------- | ------- | ------- |
| Gibb – Rosenthal (USA)     | 5    | 2          | 1          | 119    | 89     | 1,337  | 4       | 2       | 2,000   |
| Fijałek – Prudel (POL)     | 5    | 2          | 1          | 132    | 115    | 1,148  | 5       | 2       | 2,500   |
| Samoilovs – Sorokins (LAT) | 5    | 2          | 1          | 116    | 113    | 1,027  | 4       | 3       | 1,333   |
| Chiya – Goldschmidt (RSA)  | 3    | 0          | 3          | 76     | 126    | 0,603  | 0       | 6       | 0,000   |

| 2012. július 28. 11:00 (12:00) | Fijałek – Prudel (POL) | 1 – 2 | Samoilovs – Sorokins (LAT) | Horse Guards Parade |
| 2012. július 28. 11:00 (12:00) | (21–12, 15–21, 12–15)  |       |                            | Horse Guards Parade |

| 2012. július 28. 22:00 (23:00) | Gibb – Rosenthal (USA) | 2 – 0 | Chiya – Goldschmidt (RSA) | Horse Guards Parade |
| 2012. július 28. 22:00 (23:00) | (21–10, 21–11)         |       |                           | Horse Guards Parade |

| 2012. július 30. 12:00 (13:00) | Samoilovs – Sorokins (LAT) | 2 – 0 | Chiya – Goldschmidt (RSA) | Horse Guards Parade |
| 2012. július 30. 12:00 (13:00) | (21–13, 21–10)             |       |                           | Horse Guards Parade |

| 2012. július 30. 21:00 (22:00) | Gibb – Rosenthal (USA) | 0 – 2 | Fijałek – Prudel (POL) | Horse Guards Parade |
| 2012. július 30. 21:00 (22:00) | (17–21, 18–21)         |       |                        | Horse Guards Parade |

| 2012. augusztus 1. 12:00 (13:00) | Fijałek – Prudel (POL) | 2 – 0 | Chiya – Goldschmidt (RSA) | Horse Guards Parade |
| 2012. augusztus 1. 12:00 (13:00) | (21–19, 21–13)         |       |                           | Horse Guards Parade |

| 2012. augusztus 1. 16:30 (17:30) | Gibb – Rosenthal (USA) | 2 – 0 | Samoilovs – Sorokins (LAT) | Horse Guards Parade |
| 2012. augusztus 1. 16:30 (17:30) | (21–10, 21–16)         |       |                            | Horse Guards Parade |

### E csoport
|                             |      | Mérkőzések | Mérkőzések | Pontok | Pontok | Pontok | Szettek | Szettek | Szettek |
| Csapat                      | Pont | Gy         | V          | P+     | P–     | PA     | Sz+     | Sz–     | SzA     |
| --------------------------- | ---- | ---------- | ---------- | ------ | ------ | ------ | ------- | ------- | ------- |
| Pļaviņš – Šmēdiņš (LAT)     | 6    | 3          | 0          | 141    | 113    | 1,248  | 6       | 1       | 6,000   |
| Nummerdor – Schuil (NED)    | 5    | 2          | 1          | 127    | 116    | 1,095  | 4       | 3       | 1,333   |
| Erdmann – Matysik (GER)     | 4    | 1          | 2          | 132    | 148    | 0,892  | 3       | 5       | 0,600   |
| Hernández – Villafañe (VEN) | 3    | 0          | 3          | 128    | 151    | 0,848  | 2       | 6       | 0,333   |

| 2012. július 29. 14:30 (15:30) | Nummerdor – Schuil (NED) | 2 – 1 | Hernández – Villafañe (VEN) | Horse Guards Parade |
| 2012. július 29. 14:30 (15:30) | (21–18, 17–21, 15–10)    |       |                             | Horse Guards Parade |

| 2012. július 29. 15:30 (16:30) | Erdmann – Matysik (GER) | 1 – 2 | Pļaviņš – Šmēdiņš (LAT) | Horse Guards Parade |
| 2012. július 29. 15:30 (16:30) | (21–19, 21–23, 9–15)    |       |                         | Horse Guards Parade |

| 2012. július 31. 14:30 (15:30) | Pļaviņš – Šmēdiņš (LAT) | 2 – 0 | Hernández – Villafañe (VEN) | Horse Guards Parade |
| 2012. július 31. 14:30 (15:30) | (21–14, 21–16)          |       |                             | Horse Guards Parade |

| 2012. július 31. 15:30 (16:30) | Nummerdor – Schuil (NED) | 2 – 0 | Erdmann – Matysik (GER) | Horse Guards Parade |
| 2012. július 31. 15:30 (16:30) | (21–9, 21–16)            |       |                         | Horse Guards Parade |

| 2012. augusztus 2. 09:00 (10:00) | Nummerdor – Schuil (NED) | 0 – 2 | Pļaviņš – Šmēdiņš (LAT) | Horse Guards Parade |
| 2012. augusztus 2. 09:00 (10:00) | (14–21, 18–21)           |       |                         | Horse Guards Parade |

| 2012. augusztus 2. 15:30 (16:30) | Erdmann – Matysik (GER) | 2 – 1 | Hernández – Villafañe (VEN) | Horse Guards Parade |
| 2012. augusztus 2. 15:30 (16:30) | (20–22, 21–16, 15–11)   |       |                             | Horse Guards Parade |

### F csoport
|                                   |      | Mérkőzések | Mérkőzések | Pontok | Pontok | Pontok | Szettek | Szettek | Szettek |
| Csapat                            | Pont | Gy         | V          | P+     | P–     | PA     | Sz+     | Sz–     | SzA     |
| --------------------------------- | ---- | ---------- | ---------- | ------ | ------ | ------ | ------- | ------- | ------- |
| Ricardo – Pedro Cunha (BRA)       | 6    | 3          | 0          | 129    | 101    | 1,277  | 6       | 0       | MAX     |
| Skarlund – Spinnangr (NOR)        | 5    | 2          | 1          | 116    | 107    | 1,084  | 4       | 2       | 2,000   |
| Binstock – Reader (CAN)           | 4    | 1          | 2          | 114    | 119    | 0,958  | 2       | 4       | 0,500   |
| Garcia Thompson – Grotowski (GBR) | 3    | 0          | 3          | 94     | 126    | 0,746  | 0       | 6       | 0,000   |

| 2012. július 28. 16:30 (17:30) | Garcia Thompson – Grotowski (GBR) | 0 – 2 | Binstock – Reader (CAN) | Horse Guards Parade |
| 2012. július 28. 16:30 (17:30) | (19–21, 13–21)                    |       |                         | Horse Guards Parade |

| 2012. július 28. 20:00 (21:00) | Ricardo – Pedro Cunha (BRA) | 2 – 0 | Skarlund – Spinnangr (NOR) | Horse Guards Parade |
| 2012. július 28. 20:00 (21:00) | (21–14, 21–18)              |       |                            | Horse Guards Parade |

| 2012. július 30. 11:00 (12:00) | Skarlund – Spinnangr (NOR) | 2 – 0 | Binstock – Reader (CAN) | Horse Guards Parade |
| 2012. július 30. 11:00 (12:00) | (21–14, 21–18)             |       |                         | Horse Guards Parade |

| 2012. július 30. 17:30 (18:30) | Garcia Thompson – Grotowski (GBR) | 0 – 2 | Ricardo – Pedro Cunha (BRA) | Horse Guards Parade |
| 2012. július 30. 17:30 (18:30) | (17–21, 12–21)                    |       |                             | Horse Guards Parade |

| 2012. augusztus 1. 17:30 (18:30) | Garcia Thompson – Grotowski (GBR) | 0 – 2 | Skarlund – Spinnangr (NOR) | Horse Guards Parade |
| 2012. augusztus 1. 17:30 (18:30) | (20–22, 13–21)                    |       |                            | Horse Guards Parade |

| 2012. augusztus 1. 20:00 (21:00) | Ricardo – Pedro Cunha (BRA) | 2 – 0 | Binstock – Reader (CAN) | Horse Guards Parade |
| 2012. augusztus 1. 20:00 (21:00) | (21–18, 24–22)              |       |                         | Horse Guards Parade |

### Harmadik helyezettek
A legjobb két harmadik helyezett bejut a nyolcaddöntőbe. Az alábbi táblázat alapján a 3. helyezett a 6. helyezettel, a 4. helyezett pedig az 5. helyezettel játszik egy mérkőzést a nyolcaddöntőbe jutásért.
| Hely. |                            |      | Mérkőzések | Mérkőzések | Pontok | Pontok | Pontok | Szettek | Szettek | Szettek |
| Hely. | Csapat                     | Pont | Gy         | V          | P+     | P–     | PA     | Sz+     | Sz–     | SzA     |
| ----- | -------------------------- | ---- | ---------- | ---------- | ------ | ------ | ------ | ------- | ------- | ------- |
| 1.    | Samoilovs – Sorokins (LAT) | 5    | 2          | 1          | 116    | 113    | 1,027  | 4       | 3       | 1,333   |
| 2.    | Prokopiev – Semenov (RUS)  | 4    | 1          | 2          | 158    | 164    | 0,963  | 3       | 5       | 0,600   |
| 3.    | Erdmann – Matysik (GER)    | 4    | 1          | 2          | 132    | 148    | 0,892  | 3       | 5       | 0,600   |
| 4.    | Binstock – Reader (CAN)    | 4    | 1          | 2          | 114    | 119    | 0,958  | 2       | 4       | 0,500   |
| 5.    | Lupo – Nicolai (ITA)       | 4    | 1          | 2          | 119    | 126    | 0,944  | 2       | 4       | 0,500   |
| 6.    | Beneš – Kubala (CZE)       | 4    | 1          | 2          | 120    | 128    | 0,938  | 2       | 5       | 0,400   |

| 2012. augusztus 2. 23:00 (24:00) | Binstock – Reader (CAN) | 0 – 2 | Lupo – Nicolai (ITA) | Horse Guards Parade |
| 2012. augusztus 2. 23:00 (24:00) | (16–21, 20–22)          |       |                      | Horse Guards Parade |

| 2012. augusztus 2. 23:00 (24:00) | Erdmann – Matysik (GER) | 2 – 1 | Beneš – Kubala (CZE) | Horse Guards Parade |
| 2012. augusztus 2. 23:00 (24:00) | (15–21, 21–19, 15–13)   |       |                      | Horse Guards Parade |

## Egyenes kieséses szakasz

### Nyolcaddöntők
| 2012. augusztus 3. 10:00 (11:00) | Fijałek – Prudel (POL) | 2 – 0 | Chevallier – Heyer (SUI) | Horse Guards Parade |
| 2012. augusztus 3. 10:00 (11:00) | (21–18, 21–17)         |       |                          | Horse Guards Parade |

| 2012. augusztus 3. 13:00 (14:00) | Pļaviņš – Šmēdiņš (LAT) | 2 – 0 | Skarlund – Spinnangr (NOR) | Horse Guards Parade |
| 2012. augusztus 3. 13:00 (14:00) | (21–18, 21–16)          |       |                            | Horse Guards Parade |

| 2012. augusztus 3. 18:00 (19:00) | Lupo – Nicolai (ITA) | 2 – 0 | Dalhausser – Rogers (USA) | Horse Guards Parade |
| 2012. augusztus 3. 18:00 (19:00) | (21–17, 21–19)       |       |                           | Horse Guards Parade |

| 2012. augusztus 3. 21:00 (22:00) | Gavira – Herrera (ESP) | 0 – 2 | Ricardo – Cunha (BRA) | Horse Guards Parade |
| 2012. augusztus 3. 21:00 (22:00) | (18–21, 19–21)         |       |                       | Horse Guards Parade |

| 2012. augusztus 4. 10:00 (11:00) | Alison – Emanuel (BRA) | 2 – 0 | Erdmann – Matysik (GER) | Horse Guards Parade |
| 2012. augusztus 4. 10:00 (11:00) | (21–16, 21–14)         |       |                         | Horse Guards Parade |

| 2012. augusztus 4. 14:00 (15:00) | Nummerdor – Schuil (NED) | 2 – 0 | Bellaguarda – Heuscher (SUI) | Horse Guards Parade |
| 2012. augusztus 4. 14:00 (15:00) | (22–20, 21–15)           |       |                              | Horse Guards Parade |

| 2012. augusztus 4. 17:00 (18:00) | Brink – Reckermann (GER) | 2 – 0 | Samoilovs – Sorokins (LAT) | Horse Guards Parade |
| 2012. augusztus 4. 17:00 (18:00) | (21–12, 21–17)           |       |                            | Horse Guards Parade |

| 2012. augusztus 4. 22:00 (23:00) | Prokopiev – Semenov (RUS) | 0 – 2 | Gibb – Rosenthal (USA) | Horse Guards Parade |
| 2012. augusztus 4. 22:00 (23:00) | (14–21, 20–22)            |       |                        | Horse Guards Parade |

### Negyeddöntők
| 2012. augusztus 6. 18:00 (19:00) | Alison – Emanuel (BRA) | 2 – 1 | Fijałek – Prudel (POL) | Horse Guards Parade |
| 2012. augusztus 6. 18:00 (19:00) | (21–17, 16–21, 17–15)  |       |                        | Horse Guards Parade |

| 2012. augusztus 6. 19:00 (20:00) | Pļaviņš – Šmēdiņš (LAT) | 2 – 1 | Gibb – Rosenthal (USA) | Horse Guards Parade |
| 2012. augusztus 6. 19:00 (20:00) | (19–21, 21–18, 15–11)   |       |                        | Horse Guards Parade |

| 2012. augusztus 6. 22:00 (23:00) | Brink – Reckermann (GER) | 2 – 0 | Ricardo – Cunha (BRA) | Horse Guards Parade |
| 2012. augusztus 6. 22:00 (23:00) | (21–15, 21–19)           |       |                       | Horse Guards Parade |

| 2012. augusztus 6. 23:00 (24:00) | Nummerdor – Schuil (NED) | 2 – 0 | Lupo – Nicolai (ITA) | Horse Guards Parade |
| 2012. augusztus 6. 23:00 (24:00) | (21–16, 21–18)           |       |                      | Horse Guards Parade |

### Elődöntők
| 2012. augusztus 7. 17:00 (18:00) | Alison – Emanuel (BRA) | 2 – 0 | Pļaviņš – Šmēdiņš (LAT) | Horse Guards Parade |
| 2012. augusztus 7. 17:00 (18:00) | (21–15, 22–20)         |       |                         | Horse Guards Parade |

| 2012. augusztus 7. 23:00 (24:00) | Brink – Reckermann (GER) | 2 – 0 | Nummerdor – Schuil (NED) | Horse Guards Parade |
| 2012. augusztus 7. 23:00 (24:00) | (21–14, 21–16)           |       |                          | Horse Guards Parade |

### Bronzmérkőzés
| 2012. augusztus 9. 19:00 (20:00) | Pļaviņš – Šmēdiņš (LAT) | 2 – 1 | Nummerdor – Schuil (NED) | Horse Guards Parade |
| 2012. augusztus 9. 19:00 (20:00) | (19–21, 21–19, 15–11)   |       |                          | Horse Guards Parade |

### Döntő
| 2012. augusztus 9. 21:00 (22:00) | Alison – Emanuel (BRA) | 1 – 2 | Brink – Reckermann (GER) | Horse Guards Parade |
| 2012. augusztus 9. 21:00 (22:00) | (21–23, 21–16, 14–16)  |       |                          | Horse Guards Parade |

## Végeredmény
| Helyezés | Csapat                                         | Kiemelés |
| -------- | ---------------------------------------------- | -------- |
| Arany    | Julius Brink – Jonas Reckermann (GER)          | 3        |
| Ezüst    | Alison Cerutti – Emanuel Rego (BRA)            | 1        |
| Bronz    | Mārtiņš Pļaviņš – Jānis Šmēdiņš (LAT)          | 17       |
| 4.       | Reinder Nummerdor – Richard Schuil (NED)       | 5        |
| 5.       | Jake Gibb – Sean Rosenthal (USA)               | 4        |
| 5.       | Ricardo Santos – Pedro Cunha (BRA)             | 7        |
| 5.       | Grzegorz Fijałek – Mariusz Prudel (POL)        | 9        |
| 5.       | Daniele Lupo – Paolo Nicolai (ITA)             | 13       |
| 9.       | Phil Dalhausser – Todd Rogers (USA)            | 2        |
| 9.       | Jonathan Erdmann – Kay Matysik (GER)           | 8        |
| 9.       | Adrián Gavira – Pablo Herrera (ESP)            | 11       |
| 9.       | Jefferson Bellaguarda – Patrick Heuscher (SUI) | 12       |
| 9.       | Sébastien Chevallier – Sascha Heyer (SUI)      | 15       |
| 9.       | Aleksandrs Samoilovs – Ruslans Sorokins (LAT)  | 16       |
| 9.       | Tarjei Skarlund – Martin Spinnangr (NOR)       | 18       |
| 9.       | Sergey Prokopiev – Konstantin Semenov (RUS)    | 22       |
| 17.      | Petr Beneš – Přemysl Kubala (CZE)              | 14       |
| 17.      | Josh Binstock – Martin Reader (CAN)            | 19       |
| 19.      | John Garcia Thompson – Steve Grotowski (GBR)   | 6        |
| 19.      | Wu Penggen – Xu Linyin (CHN)                   | 10       |
| 19.      | Igor Hernández – Jesus Villafañe (VEN)         | 20       |
| 19.      | Freedom Chiya – Grant Goldschmidt (RSA)        | 21       |
| 19.      | Kentaro Asahi – Katsuhiro Shiratori (JPN)      | 23       |
| 19.      | Clemens Doppler – Alexander Horst (AUT)        | 24       |